# Hit Singles
Hit Singles é a segunda compilação da banda portuguesa Santamaria.

É constituída por um CD que contém 20 faixas e um DVD com 13 "videoclips". Foi lançado em 30 de Agosto 2006 pela editora Vidisco pouco depois da lançamento do álbum 8.
Apenas a faixa "Break my stride" é editada pela primeira vez, sendo a versão em inglês do tema "Tu és o que eu mais quero", lançado em 2005 no álbum 2Beat. Os restantes temas já tinham sido editados anteriormente.
Do álbum de estreia de 1998, Eu Sei, Tu És..., foram aqui incluídos 4 temas: "Eu sei, tu és…", "Não dá p'ra viver sem ti", "Happy Maravilha" e "És demais".
O segundo álbum, Sem Limite, de 1999, está representado por 3 faixas: "Tudo p'ra te amar", "Falésia do amor" e "Quero-te mais".
Mais três temas ("A voar (em ti)", "Castelos na areia (Funny game)" e "Quando o amor chega (chega ao coração)") foram escolhidos do terceiro álbum Voar de 2000. De notar, ainda deste álbum, a inclusão no DVD do "videoclip" de "Quero tudo (e muito mais!)".
Já do quarto álbum, Reflexus, de 2001, foi apenas retirada o tema "Quero ser…(tudo p'ra ti)", sendo ainda incluído no DVD o "videoclip" de "Espelho d'água".
Do quinto de álbum de estúdio, 4 Dance do ano 2002, estão incluídos 2 temas: "Vou entrar no teu olhar" e "Vou nas asas de um sonho".
Dos cinco inéditos lançados na compilação Boogie Woogie, de 2003, foram retirados 3 temas "Gosto de amar", "Boogie Woogie (the song)" e "Razão de ser (para te amar)".
Por fim do sexto de álbum de estúdio, 2Beat, de 2005, o último para esta editora, explicando a ausência de temas do álbum 8, foram recolhidas mais 3 faixas: "Raggajam", "Templo do Sol" e "Dalay Lama".
O DVD apresenta os "videosclips" de "Raggajam" e "Dalay Lama" para além de outros trabalhos já incluídos em edições anteriores.
Este trabalho entrou, em Agosto de 2006, para o Top Oficial da AFP, a tabela semanal dos 30 álbuns mais vendidos em Portugal, tendo aí ficado por apenas três semanas, ocupando os lugares 24º, 23º e 20º antes de sair.

## Faixas

### CD
1. "Tudo p'ra te amar" (Rui Batista / Filipa Lemos)
2. "Raggajam"
3. "Quando o amor chega (chega ao coração)" (Manuel Guimarães / Tony Lemos, Lucas Jr.)
4. "Falésia do amor" (Rui Batista / Filipa Lemos)
5. "Gosto de amar" (Rui Batista / Tony Lemos, Lucas Jr.)
6. "Break my stride"
7. "Eu sei, tu és…" (Filipa Lemos)
8. "Quero-te mais" (Rui Batista / Filipa Lemos)
9. "Não dá p'ra viver sem ti" (Filipa Lemos)
10. "Quero ser…(tudo p'ra ti)" (Rui Batista / Tony Lemos, Lucas Jr.)
11. "Castelos na areia (Funny game)" (Rui Batista / Tony Lemos)
12. "Boogie woogie (the song)" (Rui Batista / Tony Lemos, Lucas Jr.)
13. "A voar (em ti)" (Tony Lemos / Lucas Jr.)
14. "Razão de ser (para te amar)" (Rui Batista / Luís Marante)
15. "És demais" (Rui Batista / Filipa Lemos)
16. "Templo do Sol"
17. "Happy Maravilha"
18. "Dalay Lama"
19. "Vou entrar no teu olhar" (Rui Batista / Tony Lemos, Lucas Jr.)
20. "Vou nas asas de um sonho" <small(Rui Batista / Tony Lemos, Lucas Jr.)>

### DVD
1. "Raggajam"
2. "Dalay Lama"
3. "Tudo p'ra te amar"
4. "Falésia do amor"
5. "Eu sei, tu és…"
6. "Não dá p'ra viver sem ti"
7. "Quero ser (tudo p'ra ti)"
8. "És demais"
9. "Espelho d'água"
10. "A voar (em ti)"
11. "Quero tudo (e muito mais!)"
12. "Castelo na areia"
13. "Vou entrar no teu olhar"